# Urszula Bonter
Urszula Bonter – polska germanistka, dr hab. nauk humanistycznych, profesor nadzwyczajny Instytutu Filologii Germańskiej Wydziału Filologicznego Uniwersytetu Wrocławskiego.

## Życiorys
W 1994 ukończyła studia germanistyczne na Uniwersytecie Wrocławskim, natomiast 28 września 1998 obroniła pracę doktorską pt. Obecność elementów erotycznych w powieści niemieckiej 1747-1787, a 21 lutego 2006 habilitowała się na podstawie oceny dorobku naukowego i pracy zatytułowanej Powieść popularna. Kontynuacja modelu E. Marlitt, Wilhelmine Heimburg, Valeska Gräfin Bethusy-Huc, Eufemia von Allersfeld-Ballestrem.
Pracowała na stanowisku prorektora w Wałbrzyskiej Wyższej Szkole Zarządzania i Przedsiębiorczości, oraz pełni funkcję profesora nadzwyczajnego w Instytucie Filologii Germańskiej na Wydziale Filologicznym Uniwersytetu Wrocławskiego.